# USS Essex (LHD-2)
Pour les autres navires du même nom, voir USS Essex.
L'USS Essex (LHD-2) est un navire d'assaut amphibie en service depuis 1992 dans l'US Navy. Le principal rôle de ce navire est d'appuyer une force de débarquement de Marines. Il est le cinquième navire à porter ce nom dans cette marine et le deuxième représentant de la classe Wasp. Ce navire fut construit par le chantier naval Ingalls de Pascagoula, dans le  Mississippi.

## Culture populaire
- Dans le jeu vidéo Battlefield 2, l'USS Essex sert de base de départ pour le Corps des Marines dans toutes les cartes d'assaut amphibie.